# Adrián de Moxica
Adrián de Moxica (également écrit sous le nom de de Múgica) (né vers 1453 en Espagne et mort vers 1499 à Hispaniola) est un noble, explorateur et marin espagnol.
Moxica est né dans une famille noble espagnole d'origine basque. En 1498, il accompagne Christophe Colomb lors de son troisième voyage vers les Amériques, où il participe à la rébellion contre Colomb en 1499 dirigée par Francisco Roldán Jiménez. Moxica est un participant notoire à cette rébellion, bien que l'étendue de son implication et son rôle dans le déclenchement d'atrocités contre les indigènes soient incertains. Bien que la rébellion ait réussi, de Moxica est arrêté par les troupes loyales à Colomb et pendu.

## Dans la culture
Adrián de Moxica est interprété par Michael Wincott dans le film de Ridley Scott 1492 : Christophe Colomb (1992). Son rôle dans le film est celui d'un antagoniste de Colomb, qui assume le rôle de chef de la rébellion de Roldán. Il n'est pas tué mais choisit dans celui-ci de se suicider.